# Wachsmalerei
Als Wachsmalerei bezeichnet man die Benutzung des Wachses als Bindemittel der Farben oder bloß als Befestigungsmittel nach bereits geschehenem Auftrag derselben, während das inzwischen synonym gebrauchte Wort Enkaustik eigentlich das Einschmelzen des Wachses in die Fläche des Bildes mittels eines heißen Eisens bezeichnet.

## Geschichte
1887 in Fayum aufgefundene Mumienporträts haben ergeben, dass bei einer Art der enkaustischen Malerei mit einer äußerst schmiegsamen, gefärbten Wachsmasse gearbeitet wurde, die man mit einer gezahnten eisernen Spachtel auftrug und dann einbrannte.
Versuche zur Wiedererfindung der Wachsmalerei machte, nachdem die Technik im Mittelalter verloren gegangen war, zuerst der spanische Maler Velasco (1715–1720), indem er die in den Wachsgrund eingegrabenen Umrisse mit geschmolzenen Wachsfarben füllte und dann die Oberfläche glättete.
Um die Mitte des 18. Jahrhunderts glaubten Anne-Claude-Philippe, Comte de Caylus, Bachelier und Michel Joseph Majault das richtige Verfahren gefunden zu haben, und seitdem folgten rasch weitere Untersuchungen auf diesem Gebiet, aber alle diese Methoden gerieten bald wieder in Vergessenheit.
Erst im 19. Jahrhundert veranlasst die Schrift Die Farben des Malers Jakob Roux (Heidelberg 1825 bis 1829, 3 Hefte) die Wiederaufnahme der Sache. Doch eine Veröffentlichung, das Wachs als Bindemittel zu benutzen, erfolgte nicht.
Jacques-Nicolas Paillot de Montabert (Traite complet de la peinture. Paris 1829–1830, 9 Bde.) empfahl als Bindemittel ein aus Wachs gezogenes, langsam sich verflüchtigendes, mit Kopalharz und etwas flüssigem Wachs vermischtes Öl, welches sich, wie die Ölfarben, auf jeden beliebigen Grund auftragen lassen sollte. Das vollendete Bild sollte noch mit einer Art von Wachsmilch von in Alkohol aufgelöstem Wachs versehen werden. Bei den Malereien im Königsbau zu München 1833 wandte man ein aus Dammarharz, Terpentinöl und Wachs bestehendes Bindemittel an, mit welchem dann das Gemälde, statt mit Firnis, überzogen wurde. Das Einbrennen der Farben, welches man anfangs anwandte, unterließ man später.
Léonor Mérimée (De la peinture a l’huile, Paris 1830) suchte in den Gemälden des 15. Jahrhunderts ein aus Ölen und Harzen gemischtes Bindemittel, Friedrich Knirim dagegen in seinem Werk Die Harzmalerei der Alten (Leipzig 1839) für die ganze antike und mittelalterliche Malerei als Bindemittel ein flüssiges Harz, ähnlich dem Kopaivabalsam, nachzuweisen und empfahl dasselbe, mit 1/30 Wachs verbunden, auch der heutigen Kunst. Vorher hatte schon Friedrich Lucanus zu Halberstadt 1833 den Kopaivabalsam unvermischt, als Ersatz des Öls empfohlen.
Ein vom Maler Franz Xaver Fernbach (1793–1851) angegebenes Verfahren wurde in den Wandgemälden des Hohenstaufensaals der Neuen Residenz in München angewendet. Das Bindemittel bestand hier aus Auflösungen fester Harze mit Verdünnung durch Terpentinöl, das sich gleich nach dem Auftrag verflüchtigt. Die Technik ist so bequem wie bei der Ölmalerei.
Eine eigentümliche Verfahrungsart für die Ausführung von Wandgemälden bildete sich der Maler Albert Eichhorn in Berlin (Die Wandmalerei in einer neuen Technik, Leipzig 1854), wobei das Wachs eine Hauptrolle spielt.